# فالنتينا بارون
فالنتينا بارون (بالإنجليزية: Valentina Barron)‏ هي ممثلة أسترالية، ولدت في 9 فبراير 1992.

## وصلات خارجية
- فالنتينا بارون على موقع IMDb (الإنجليزية)